# Zygmunt Hanusik
Zygmunt Józef Hanusik (* 28. Februar 1945 in Tychy; † 4. März 2021 in Katowice) war ein polnischer Radrennfahrer.
Hanusik begann mit 15 Jahren mit den Radsport im Verein Gornik Lędziny. Seine Erfolge in der Jugendklasse brachten ihm mit 17 Jahren die Startberechtigung für die Männerklasse ein.
Er war Teilnehmer der Olympischen Sommerspiele 1968. Im Straßenrennen von Mexiko-Stadt belegte er den 62. Platz.
1966 und 1970 siegte er im Eintagesrennen Puchar Ministra Obrony Narodowej.

## Platzierungen
| Zusammenfassung |        |                    |                                     |
| Jahr            | Erfolg | Erfolg             | Rennen                              |
| 1965            | 2.     | 5. Etappe          | Polen-Rundfahrt                     |
| 1966            | Sieger | 10. Etappe         | Polen-Rundfahrt                     |
| 1967            | Sieger | 5., 7., 12. Etappe | Milk Race (Großbritannien)          |
| 1967            | Sieger | 5. Etappe          | Polen-Rundfahrt                     |
| 1968            | Sieger | 1. Etappe          | Friedensfahrt                       |
| 1968            | 62.    | 62.                | Olympische Spiele, Straße           |
| 1969            | Sieger | 1. Etappe          | Polen-Rundfahrt                     |
| 1969            | Sieger | 4. Etappe          | Polen-Rundfahrt                     |
| 1969            | 2.     | Gesamtwertung      | Polen-Rundfahrt                     |
| 1969            | Sieger | 1. Etappe          | Friedensfahrt                       |
| 1969            | 2.     | 6. Etappe          | Friedensfahrt                       |
| 1970            | Sieger | Gesamtwertung      | Algerien-Rundfahrt                  |
| 1970            | Sieger | 2. Etappe          | Friedensfahrt                       |
| 1970            | 3.     | Gesamtwertung      | Friedensfahrt                       |
| 1970            | Sieger | Sieger             | Nationalmeisterschaft Polen, Straße |
| 1971            | 2.     | 6. Etappe          | Polen-Rundfahrt                     |
| 1971            | 2.     | 7. Etappe          | Polen-Rundfahrt                     |
| 1972            | 3.     | 3.                 | Nationalmeisterschaft Polen, Straße |

## Berufliches
Hanusik schloss noch während seiner aktiven Laufbahn ein Studium zum Bergbauingenieur ab.